# Jingqiao (köpinghuvudort i Kina, Jiangsu Sheng, lat 31,53, long 119,06)
Jingqiao (kinesiska: 晶桥, 晶桥镇) är en köpinghuvudort i Kina. Den ligger i provinsen Jiangsu, i den östra delen av landet, omkring 64 kilometer sydost om provinshuvudstaden Nanjing. Antalet invånare är 29 753. Befolkningen består av 14 435 kvinnor och 15 318 män. Barn under 15 år utgör 12,0 %, vuxna 15-64 år 72 %, och äldre över 65 år 14,0 %.
Runt Jingqiao är det tätbefolkat, med 530 invånare per kvadratkilometer. Närmaste större samhälle är Shangxing, 17,8 km öster om Jingqiao. Trakten runt Jingqiao består till största delen av jordbruksmark.
Genomsnittlig årsnederbörd är 1 538 millimeter. Den regnigaste månaden är juli, med i genomsnitt 254 mm nederbörd, och den torraste är december, med 48 mm nederbörd.